# Gastein Ladies 2015
Nürnberger Gastein Ladies 2015 - жіночий тенісний турнір, що проходив на кортах з ґрунтовим покриттям. Це був 9-й за ліком Gastein Ladies. Належав до Туру WTA 2015. Відбувся в Бад-Гастайні (Австрія). Тривав з 20 до 26 липня 2015 року.

## Очки і призові гроші

### Розподіл очок
| Дисципліна       | П   | Ф   | ПФ  | ЧФ | 1/8 | 1/16 | Q   | Q2  | Q1  |
| Одиночний розряд | 280 | 180 | 110 | 60 | 30  | 1    | 18  | 12  | 1   |
| Парний розряд    | 280 | 180 | 110 | 60 | 1   | Н/Д  | Н/Д | Н/Д | Н/Д |

### Розподіл призових грошей
| Дисципліна       | П       | F       | ПФ      | ЧФ     | 1/8    | 1/16   | Q2     | Q1   |
| Одиночний розряд | $43,000 | $21,400 | $11,300 | $5,900 | $3,310 | $1,925 | $1,005 | $730 |
| Парний розряд    | $12,300 | $6,400  | $3,435  | $1,820 | $960   | Н/Д    | Н/Д    | Н/Д  |

## Учасниці основної сітки в одиночному розряді

### Сіяні
| Країна     | Гравчиня               | Рейтинг1 | Сіяна |
| ---------- | ---------------------- | -------- | ----- |
| Італія     | Сара Еррані            | 20       | 1     |
| Австралія  | Саманта Стосур         | 22       | 2     |
| Італія     | Карін Кнапп            | 43       | 3     |
| Німеччина  | Каріна Віттгефт        | 50       | 4     |
| Чехія      | Луціє Градецька        | 55       | 5     |
| Німеччина  | Юлія Гергес            | 57       | 5     |
| Словаччина | Анна Кароліна Шмідлова | 60       | 7     |
| Чехія      | Катерина Сінякова      | 65       | 8     |

- 1 Рейтинг подано станом на 13 липня 2015.

### Інші учасниці
Нижче наведено учасниць, які отримали вайлдкард на участь в основній сітці:
- Барбара Гаас
- Патріція Майр-Ахлайтнер
- Таміра Пашек

Нижче наведено гравчинь, які пробились в основну сітку через стадію кваліфікації:
- Ана Богдан
- Дарія Касаткіна
- Петра Мартич
- Олександра Соснович
- Анастасія Севастова
- Марина Заневська

Такі тенісистки потрапили в основну сітку як Щасливі лузери:
- Рішель Гогеркамп
- Одзакі Ріса

### Знялись з турніру
До початку турніру
- Яна Чепелова → її замінила  Одзакі Ріса
- Кая Канепі → її замінила  Тімеа Бабош
- Татьяна Марія → її замінила  Анна-Лена Фрідзам
- Крістіна Макгейл → її замінила  Данка Ковінич
- Юлія Путінцева → її замінила  Рішель Гогеркамп
- Тереза Сміткова → її замінила  Стефані Фегеле

### Завершили кар'єру
- Анна-Лена Фрідзам
- Андрея Міту
- Тельяна Перейра

## Учасниці основної сітки в парному розряді

### Сіяні
| Країна     | Гравчиня          | Країна    | Гравчиня          | Рейтинг1 | Сіяна |
| ---------- | ----------------- | --------- | ----------------- | -------- | ----- |
| Іспанія    | Лара Арруабаррена | Чехія     | Луціє Градецька   | 66       | 1     |
| Польща     | Алісія Росольська | Німеччина | Лаура Зігемунд    | 122      | 2     |
| Словенія   | Андрея Клепач     | Сербія    | Александра Крунич | 133      | 3     |
| Словаччина | Жанетта Гусарова  | Чехія     | Катерина Сінякова | 133      | 4     |

- 1 Рейтинг подано станом на 13 липня 2015.

### Інші учасниці
Пари, що отримали вайлд-кард на участь в основній сітці:
- Анніка Бек /  Таміра Пашек
- Барбара Гаас /  Патріція Майр-Ахлайтнер

### Відмовились від участі
До початку турніру
- Катерина Сінякова

## Переможниці

### Одиночний розряд
- Саманта Стосур —  Карін Кнапп, 3–6, 7–6(7–3), 6–2

### Парний розряд
- Данка Ковінич /  Штефані Фогт —  Лара Арруабаррена /  Луціє Градецька, 4–6, 6–3, [10–3]